# 公孫氏 (遼東)
公孫氏（こうそんし）は、三国時代の中国において栄えた氏族。2世紀後半、後漢の地方官だった公孫度が黄巾の乱以来の混乱に乗じて遼東地方に半独立政権を樹立した。 
民族・風習とも、まったくの漢民族であるが、その領土は朝鮮半島中西部の帯方郡を境に、南は韓と接し、東北は高句麗、 西北は烏丸・鮮卑と接するなど、異国・異民族との関わりが深かった。公孫氏の勢力圏である遼東以北の地はいわば中華圏の北東端にあり、漢・魏など時の中華王朝からは絶域とみなされ、それが公孫氏の勢力圏を半独立的な地方政権としての地位を確立する上で大きな意味を持った。公孫康の時代以後、韓や倭は帯方郡に帰属したとされる。

## 歴史
189年、公孫度は後漢により遼東太守に任命されたが、そのまま後漢から自立する。そして朝鮮半島の北端である楽浪郡や、一時は山東半島まで勢力を伸張した。204年には、公孫度の嫡子である公孫康が楽浪郡の南に帯方郡を設置し、韓や倭を勢力下に置くほどまでに至る（『魏志韓伝』）。父の代に半独立を果たした公孫氏ではあったが、曹操により再び後漢の勢力が強まったため、公孫康は後漢に服属し、左将軍の官位を授けられた。
公孫康の後継にはその弟である公孫恭が立ったが、228年に公孫康の子の公孫淵が謀叛し、叔父から位を奪いとった。 当時、時代は後漢が崩壊して魏・呉・蜀の三国に分立し、互いに覇を競っていたが、公孫淵は三国一強盛にして自領と隣接する魏に臣従を装いながら、一方では呉と同盟工作を行うなど、密かに独立を謀っていた。236年、魏の皇帝曹叡から上洛を求められた際、公孫淵はついに魏に反旗を翻し、燕王を称した。翌年には年号を紹漢と定め、本格的に支配体制を確立。近隣部族に印璽を与えるなどして魏を刺激し、いよいよ軍事衝突は決定的となった。
公孫淵は一度は魏の幽州刺史・毌丘倹の軍勢を退けたものの、238年、太尉・司馬懿の討伐を受けて国都襄平に包囲され2ヶ月にわたる籠城の末、子の公孫脩と数百の兵と共に城から脱出しようとした所を捕縛され、一族ともども処刑され、この時洛陽に残って魏に仕えていた公孫淵の兄の公孫晃とその一族も廷尉・高柔による助命の上奏叶わず処刑されたために公孫氏の勢力は消滅した（遼隧の戦い）。一方で、公孫淵に監禁されていた公孫恭は処刑されず解放された。しかし子がおらず、公孫恭の死により公孫度の子孫は滅亡した。

### 日本との係り
『魏志倭人伝』において、黄巾の乱の前後に起きたとされる倭国大乱から公孫氏滅亡後の卑弥呼による魏への遣使まで、倭に関する記事が途絶えており、かつ公孫氏滅亡直後に遼東経由で遣使されていることから、公孫氏が倭の勢力が中国本土へ朝貢する道を遮っていたことになり、倭からの朝貢を公孫氏が受けていた可能性もある（ただし、これらも推測であり、公孫氏が倭の朝貢を妨げていたという明確な証拠はなく、朝貢を妨げなくてはいけない理由も解明されてない）。
『新撰姓氏録』は、「常世連」なる大陸から日本へ土着した帰化人の氏族について、公孫淵の末裔であると記述している。

## 系譜
| 公孫延 | 公孫延 | 公孫延 | 公孫延 | 公孫延 | 公孫延 |  |  | 公孫度 | 公孫度 | 公孫度 | 公孫度 | 公孫度 | 公孫度 |  |  | 公孫康 | 公孫康 | 公孫康 | 公孫康 | 公孫康 | 公孫康 |  |  | 公孫晃 | 公孫晃 | 公孫晃 | 公孫晃 | 公孫晃 | 公孫晃 |  |  |        |        |        |        |        |        |  |  |
| 公孫延 | 公孫延 | 公孫延 | 公孫延 | 公孫延 | 公孫延 |  |  | 公孫度 | 公孫度 | 公孫度 | 公孫度 | 公孫度 | 公孫度 |  |  | 公孫康 | 公孫康 | 公孫康 | 公孫康 | 公孫康 | 公孫康 |  |  | 公孫晃 | 公孫晃 | 公孫晃 | 公孫晃 | 公孫晃 | 公孫晃 |  |  |        |        |        |        |        |        |  |  |
|        |        |        |        |        |        |  |  |        |        |        |        |        |        |  |  |        |        |        |        |        |        |  |  |        |        |        |        |        |        |  |  |        |        |        |        |        |        |  |  |
|        |        |        |        |        |        |  |  |        |        |        |        |        |        |  |  | 公孫恭 | 公孫恭 | 公孫恭 | 公孫恭 | 公孫恭 | 公孫恭 |  |  | 公孫淵 | 公孫淵 | 公孫淵 | 公孫淵 | 公孫淵 | 公孫淵 |  |  | 公孫脩 | 公孫脩 | 公孫脩 | 公孫脩 | 公孫脩 | 公孫脩 |  |  |
|        |        |        |        |        |        |  |  |        |        |        |        |        |        |  |  | 公孫恭 | 公孫恭 | 公孫恭 | 公孫恭 | 公孫恭 | 公孫恭 |  |  | 公孫淵 | 公孫淵 | 公孫淵 | 公孫淵 | 公孫淵 | 公孫淵 |  |  | 公孫脩 | 公孫脩 | 公孫脩 | 公孫脩 | 公孫脩 | 公孫脩 |  |  |